# Daik-U
Daik-U är en kommun i Myanmar.   Den ligger i regionen Bagoregionen, i den södra delen av landet, 220 km söder om huvudstaden Naypyidaw. Antalet invånare är 212 787.